# El callejón de las almas perdidas (novela)
El callejón de las almas perdidas (en inglés: Nightmare Alley) es una novela escrita por William Lindsay Gresham y publicada en 1946. Es un estudio de las profundidades del mundo del espectáculo y sus sórdidos personajes. Hay dos versiones cinematográficas, ambas homónimas: en 1947, la película dirigida por Edmund Goulding y protagonizada por Tyrone Power, y en el 2021, la película dirigida por Guillermo del Toro y protagonizada por Bradley Cooper.

## Argumento
¡El mundo es mío, maldita sea! ¡El mundo es mío! Los tengo en mis manos y puedo hacer que me den lo que yo quiera. El monstruo tiene su whisky. Los demás beben otra cosa: beben promesas. Beben esperanza. Y yo tengo que entregársela. Y yo puedo dársela. Puedo conseguir lo que quiera. ¡Si he podido manejar a este viejo bobo improvisando una lectura y salirme con la mía, podría llegar a senador! ¡Podría llegar a gobernador!"

Stanton Carlisle es un joven de veintiún años que trabaja en una feria ambulante haciendo juegos de mano con monedas y billetes. Además de sus habilidades, bajo la carpa del Diez-en-Uno el público también puede admirar a Mamuasel Electra, Zeena la Adivina, el comandante Mosquito (un enano), Hérculo (un forzudo), el Marino Martín (un hombre con todo el cuerpo tatuado), un acróbata sin piernas y al «monstruo», presentado como un ser entre humano y animal, que manipula serpientes «igual que una madre acariciaría a sus bebés» y a quien arrojan un pollo vivo durante la actuación para que lo mate a dentelladas y se beba su sangre. En realidad, un fenómeno humano, un infeliz alcohólico obligado por su condición a aceptar el trabajo más sórdido solo para poder seguir bebiendo. (El poder nocivo del alcohol está presente en la novela de principio a fin, a veces dejando ver sus peores consecuencias).
Stan es ambicioso y aprovecha cualquier ocasión para aprender y medrar en el negocio. Pronto seduce a Zeena, mayor que él y casada con Pete, un antiguo adivino alcoholizado venido a menos, ayudante en el número de su amante esposa. Cuando Pete muere, Stan lo sustituye en el escenario y en la cama. Tras leer las anotaciones de Pete en sus cuadernos, Stan aprende cómo utilizar códigos en las adivinaciones y perfecciona su arte del engaño adornando su discurso con una retórica florida y agresiva.
Tras seducir a Molly (Mamuasel Electra), una joven doncella enamorada de él, la convence para dejar la feria y montar un número propio de adivinación y probar suerte en el mundo del vodevil. Así, durante cinco años, Stanton el Mentalista exhibe sus dotes adivinatorias de teatro en teatro y en fiestas de la alta sociedad a las que es invitado solo como exótica atracción. En una de estas, Stan decide dar un paso más y entrar en el mundo de los espíritus. Con 35 años, convertido en reverendo Stanton Carlisle, ministro de la iglesia espiritualista, y ayudado por Molly como médium, afirma que la comunicación con los muertos es posible. Con la desinteresada colaboración de una engañada millonaria, Stan abre una iglesia y sus sermones hasta son difundidos por radio.
Cuando Stanton conoce a la doctora Lilith Ritter, una psicoanalista con una ética muy peculiar, queda atrapado en sus redes. Lilith le facilita información sobre uno de sus pacientes, un multimillonario a quien estafar. Lo que Stan desconoce es que Lilith es mucho más ambiciosa que él.

## Personajes
- Stanton Carlisle. Su madre se marchó de casa con su amante solo unos años antes de que él, cansado del desprecio y los azotes de su padre, también lo abandonara. Con veintiún años trabaja en la feria realizando pequeños trucos de magia. Es inteligente y ambicioso, y pronto consigue sustituir a Pete en el número de adivinación de Zeena, a quien corteja. Aprende los secretos del oficio y junto a Molly, compañera de trabajo, prueba fortuna en el mundo del vodevil con un espectáculo de adivinación y mentalismo. Más adelante se nombrará reverendo de la iglesia espiritualista y proseguirá con sus intenciones de medrar mediante el engaño. Pero otra mujer, esta mucho más ambiciosa que él, se cruzará en su vida.
- Zeena y Pete. Zeena tenía dieciséis años cuando conoció a Pete, un poco mayor que ella. Él era adivino y se alojó en el hotel donde ella trabajaba. Al año siguiente se casaron. Ella pasó a ser la ayudante en el espectáculo de Pete, hasta que este empezó a tener problemas con la bebida, y entonces Pete pasó a ser el ayudante en el espectáculo de Zeena. Aunque Zeena mantiene relaciones sexuales esporádicas con Stanton, ama a su marido y nunca lo abandonaría pues se siente llena de gratitud por haberla apartado de la mala vida.

Freak show en la feria de Rutland, Vermont. 1941

- Molly. Su verdadero nombre es Mary Margaret Cahill y es hija de un jugador de apuestas de caballos, Denny Cahill, con quien viaja por todo el país. Cuando tenía dieciséis años, unos tipos venidos de Chicago montaron un lío en la casa de apuestas donde trabajaba su padre como encargado, quien fallece en el incidente. Tras pasar por casa de su abuelo, consigue una beca para una escuela de baile, y con posterioridad, encuentra trabajo en la feria ambulante de bailarina y acabará en el Diez-en-Uno como Mamuasel Electra. Allí conoce a Stanton, convirtiéndose en su compañera sentimental y también profesional. Recorre durante años el país con él, como ayudante en su espectáculo de vodevil y al final, actúa de médium en sus farsas epiritualistas. Acabará casada con un aficionado a las carreras hípicas y a la vida itinerante, feliz madre de un niño llamado Dennis.
- Lilith Ritter. Psicóloga, conoce a Stanton cuando este acude a su consulta. Es una mujer dominante y ejerce un gran poder sobre Stanton, totalmente entregado a ella. Le pasa información sobre un paciente millonario, con la intención de estafarlo.
- Ezra Grindle. Empresario millonario con un doloroso secreto en su pasado. Su psicoanalista, la doctora Ritter, lo pone en contacto con Stanton.

## Génesis de la obra
Cuando W.L. Gresham estuvo en la Guerra Civil Española, luchando en las Brigadas Internacionales, alguien le habló sobre una atracción de feria llamada «el Monstruo», un borracho que aceptaba devorar serpientes y pollos vivos que le arrojaban, solo para conseguir unos tragos más.

La historia del monstruo me obsesionó. Al final, para librarme de ella tuve que escribirla. La novela, de la cual fue la base, pareció horrorizar a los lectores tanto como me horrorizó a mí la historia original.
W.L. Gresham

La novela está estructurada en veintidós capítulos. Cada uno de ellos lleva como nombre el de una de las cartas del Tarot. El tarot también aparece en la novela dentro de la acción, tanto en su carácter adivinatorio como lúdico.

## Adaptaciones de la obra
En 1947 fue adaptada al cine por primera vez, en una película homónima dirigida por Edmund Goulding e interpretada por Tyrone Power.
En 2003, el dibujante de cómic Spain Rodríguez publicó en historia gráfica la obra de Gresham. Fue traducido al español y publicado por la editorial Drakul en 2009.
En 2021, se estrenó otra adaptación con el mismo título, dirigida por Guillermo del Toro e interpretada por Bradley Cooper.